# Andrea Petković
Andrea Petković (in serbo Андреа Петковић?; Tuzla, 9 settembre 1987) è un'ex tennista tedesca di origine serba.
In carriera si è aggiudicata sette tornei WTA in singolare, a fronte di tredici finali totali, spingendosi fino alla 9ª posizione in classifica mondiale nell'ottobre 2011. Dopo un lungo periodo travagliato da continui infortuni, torna al successo nel 2014 raggiungendo la semifinale al Roland Garros, il suo miglior risultato nei tornei del Grande Slam, e rientrando, poco dopo, tra le prime dieci giocatrici al mondo. Inoltre, vanta altri due quarti di finale Slam: uno agli Australian Open 2011 e uno agli US Open 2011.

## Biografia
Si avvicina al tennis all'età di sei anni, introdotta da suo padre, Zoran, anch'egli tennista. Sua madre, Amira, è una dentista. Ha una sorella più piccola, Anja. La sua famiglia si trasferì a Novi Sad, quando lei era ancora piccola. Successivamente partì per la Germania, ottenendo la cittadinanza nel 2001. Per quanto riguarda le sue origini, ha antenati sia serbi sia bosniaci.
La Petković ha aperto un suo canale su YouTube, chiamato "Petkorazzi", in cui scherza su sé stessa e mostra ai fan com'è la vita da tennista. Coltiva anche una passione per la letteratura; i suoi autori preferiti sono Wilde e Goethe. Oltre al tedesco parla inglese, serbo e francese. Ha svolto uno stage di alcuni mesi presso la Cancelleria dell'Assia, non escludendo un futuro in politica una volta conclusa l'attività agonistica. Dal dicembre 2019 lavora come conduttrice sportiva per la televisione tedesca ZDF.

## Carriera

### Junior
Incomincia dal 2001 a giocare nel circuito junior dove raggiunge tre finali in singolare e altrettante nel doppio. Ottiene le migliori posizioni in classifica a fine 2002 quando raggiunge la 36ª in singolare e la 62ª in doppio. Negli Slam ha raggiunto il terzo turno nel singolare ragazze agli Australian Open 2003 dopo aver superato la futura stella Ana Ivanović.

### 2004-2006: l'approdo nel professionismo
Nel 2004 incomincia a giocare i primi tornei del circuito ITF e in primavera vince due titoli consecutivi su terra battuta. Ripete il risultato l'anno successivo grazie alle vittorie nei tornei di Davos e Alphen aan den Rijn mentre nel 2006 arriva la prima vittoria in un torneo da 25 000 $, a Sofia.

### 2007-2008

#### 2007: Top 100

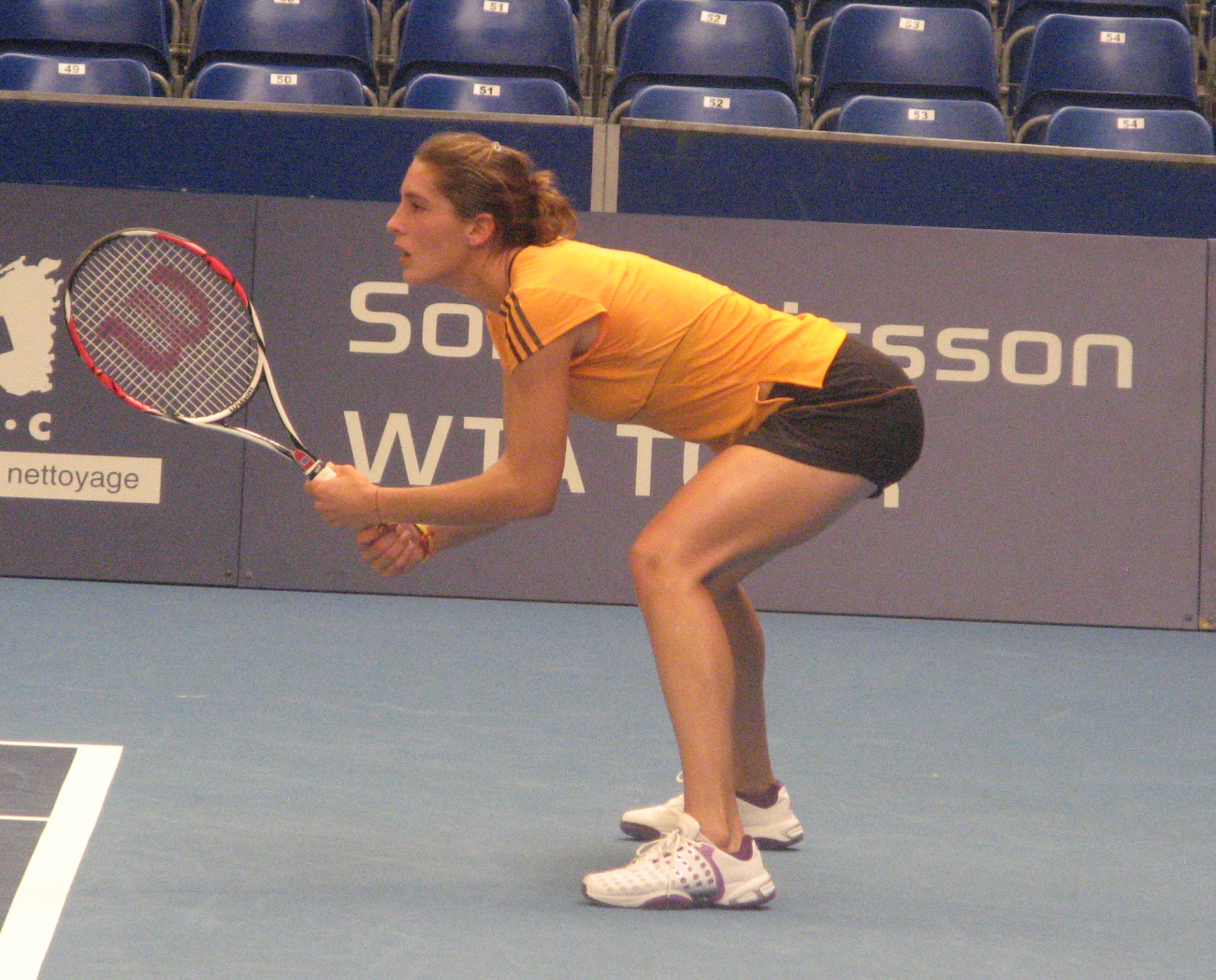
Petković nel 2007

La stagione 2007 la vede puntare a obiettivi più alti, a febbraio fallisce all'ultimo turno la qualificazione per il torneo di Doha mentre in aprile raggiunge la finale del torneo 50 000 $ di Torrent. Fa il suo esordio negli Slam in giugno dopo aver superato le qualificazioni per il Roland Garros e riesce a superare il primo turno per poi arrendersi alla testa di serie Marion Bartoli che ha la meglio in tre set. In luglio vince il torneo 50 000 $ di Contrexéville mentre nel finire dell'estate gioca il suo secondo Slam stagionale e anche a New York riesce a vincere l'incontro d'esordio per poi arrendersi alla ceca Šafářová, a fine stagione occupa la 100ª posizione in classifica mondiale.

#### 2008: infortunio
A gennaio 2008 scende in campo per la prima volta agli Australian Open ma è costretta al ritiro dopo pochi scambi a causa della rottura del legamento crociato del ginocchio destro, questo infortunio la costringerà fuori dai campi per otto mesi e a un crollo in classifica fino alla 315ª posizione. Torna in campo a fine 2008 e, complice anche una bassa classifica, ricomincia a giocare i tornei ITF. A novembre vince il torneo 25 000 $ di Istanbul.

### 2009-2010: ritorno in campo

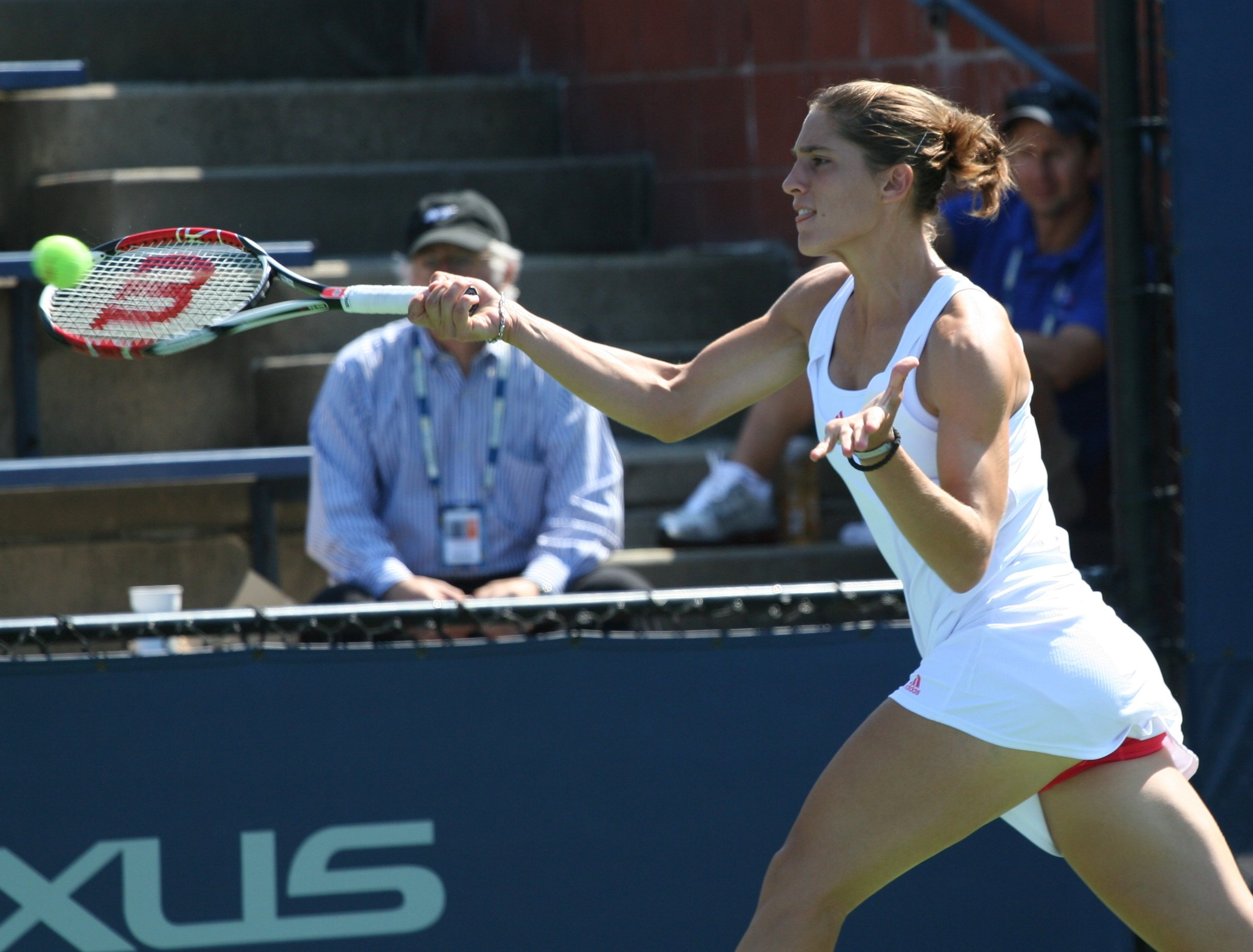
Petković agli US Open 2009

#### 2009: primo titolo WTA
Ad aprile 2009 conquista il torneo 50 000 $ di Latina, nello stesso mese torna a giocare nel circuito WTA grazie al superamento delle qualificazioni per il torneo di Stoccarda, ma viene eliminata al primo incontro dalla Kuznecova che avrebbe poi vinto il torneo. A maggio vince il torneo 100 000 $ di Bucharest e il mese successivo riesce a rientrare nella top-100 mondiale. Il Gastein Ladies 2009 è un po' la svolta nella sua carriera, in questo torneo riesce infatti a vincere il suo primo titolo in singolare oltre a giocare la sua prima finale in doppio (assieme a Tatjana Malek) e grazie ai punti conquistati arriva a ridosso della top-50 mondiale chiudendo la stagione al 55º posto. Nella corsa al titolo si impone su tenniste come Anna-Lena Grönefeld e Iveta Benešová.

#### 2010: a ridosso della Top 30
Il 2010 è una stagione transitoria. Nel torneo di Brisbane raggiunge la semifinale superando: Iveta Benešová, Vania King e Daniela Hantuchová; viene, poi, sconfitta da Kim Clijsters, futura campionessa. Grazie a questo successo, entra per la prima volta tra le migliori cinquanta giocatrici del mondo.
In seguito, a Parigi, nel torneo Open GdF Suez, si sbarazza di Katarina Srebotnik e la quinta testa di serie, Aravane Rezaï, per poi venire fermata da Elena Dement'eva nei quarti di finale. Si presenta al Roland Garros, dove estromette Elena Vesnina, ma cede alla campionessa in carica Svetlana Kuznecova, dopo aver sprecato quattro match points sul proprio servizio.
Sull'erba di 's-Hertogenbosch costringe al terzo set la testa di serie n. 1 Justine Henin prima di arrendersi nel match per il titolo; durante il torneo aveva superato: Petra Kvitová, Ana Ivanović, Sandra Záhlavová e Kirsten Flipkens.
Agli US Open raggiunge per la prima volta gli ottavi di finale, suo migliore risultato fino a quel momento in uno Slam. A New York ha la meglio su Nadia Petrova, Bethanie Mattek-Sands e Peng Shuai; successivamente, verrà sconfitta dalla futura finalista, Vera Zvonarëva.
Grazie alla prima stagione completa tre le professioniste, riesce a migliorare ulteriormente il suo ranking arrivando alla 32ª posizione.

### 2011-2012:best rankinge nuovo infortunio

#### 2011: tre quarti di finale Slam, prima volta in Top 10 e secondo titolo WTA

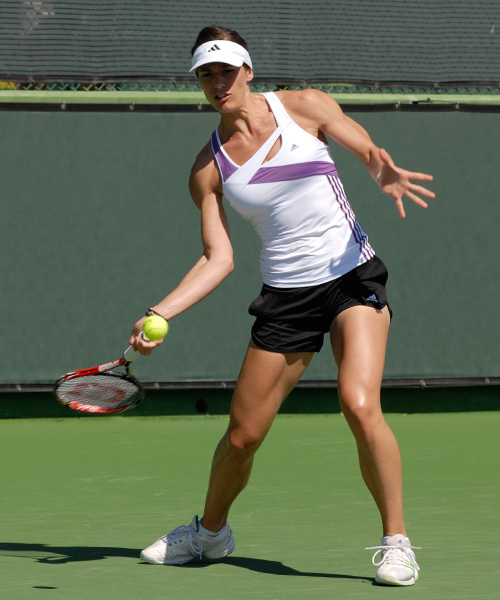
Petković al BNP Paribas Open 2011

Inizia la stagione a Brisbane dove raggiunge la finale prima di arrendersi a Petra Kvitová. Nel corso del torneo si impone su: Alexandra Dulgheru, Jelena Dokić, Jarmila Gajdošová e la n° 4 del seeding, Marion Bartoli. A Melbourne conferma l'ottimo stato di forma raggiungendo i suoi primi quarti di finale Slam eliminando sulla sua strada le più quotate Venus Williams e Marija Šarapova, oltre a Jill Craybas e Anne Keothavong. Tuttavia, viene eliminata dalla futura finalista, Li Na. Nel torneo Open GdF Suez viene eliminata ai quarti di finale, per mano di Bethanie Mattek-Sands, mentre a Dubai esce di scena al secondo turno contro Kaia Kanepi.
A marzo raggiunge la semifinale del Premier di Miami, mettendo a segno la sua prima vittoria su una giocatrice n° 1 del ranking, ovvero la Wozniacki. Viene fermata dalla Šarapova per 3-6, 6-0, 6-2.
Successivamente, a Stoccarda elimina Jelena Janković (n° 7 WTA), prima di subire la sconfitta per mano della Wozniacki. Riesce a conquistare il secondo titolo della carriera a Strasburgo sulla Bartoli, la quale si ritira nel corso del secondo parziale. Nella corsa al titolo elimina: Anna-Lena Grönefeld, Zhang Shuai, Marija Kirilenko e Daniela Hantuchová. Per quanto riguarda la classifica, si issa al dodicesimo posto. Conclude la stagione sulla terra con i quarti di finale al Roland Garros dove è nuovamente la Šarapova a eliminarla, dopo aver sconfitto Bojana Jovanovski, Lucie Hradecká, Jarmila Gajdošová (n° 24 WTA) e Marija Kirilenko (n° 25 WTA).
Nello Slam londinese esce di scena al terzo turno, sorpresa da Ksenija Pervak.
In estate sul cemento americano raggiunge le semifinali a San Diego (ciò le permette di entrare in Top 10) e a Cincinnati, mentre si ferma ai quarti a Toronto. Disputa gli US Open come decima testa di serie. Qui, sconfigge: Ekaterina Byčkova, Zheng Jie, Roberta Vinci (n° 18 WTA) e Carla Suárez Navarro; viene, poi, fermata dalla n° 1 del mondo, Caroline Wozniacki. In ottobre gioca la sua terza finale annuale, a Pechino viene sconfitta all'ultimo incontro da Agnieszka Radwańska. Nel corso del torneo cinese si sbarazza di: Lucie Šafářová, Carla Suárez Navarro, Marion Bartoli, Anastasija Pavljučenkova e Monica Niculescu. In seguito alla quinta finale disputata in carriera, sale alla 9ª posizione, suo best ranking. È testa di serie n° 2 a Linz, ma si ritira per un infortunio al ginocchio destro.
Finisce il 2011 alla posizione n° 10 mondiale.

#### 2012: fuori dalla Top 100

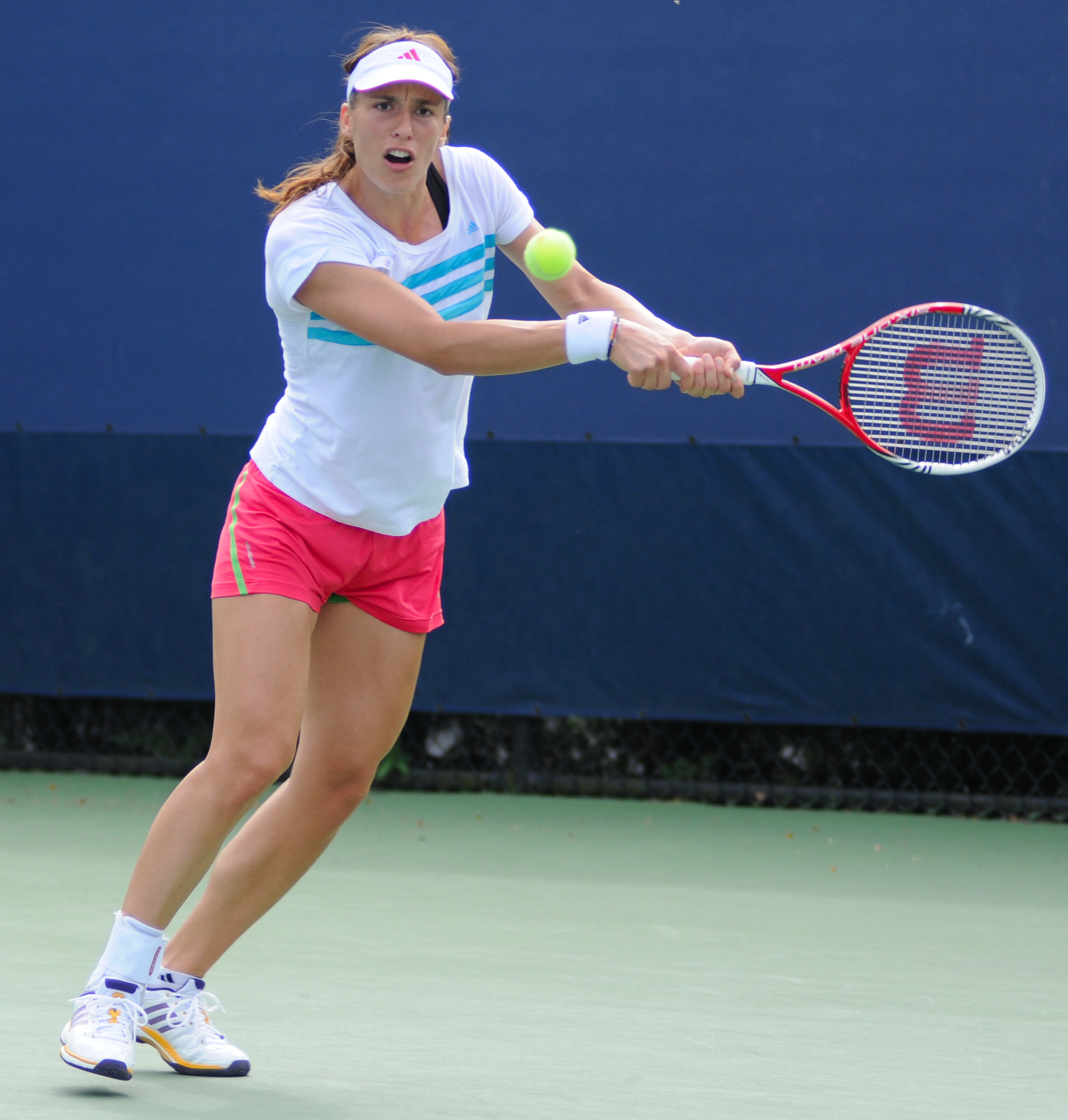
Petković in allenamento agli US Open 2012

Si presenta a Brisbane dove elimina Shahar Peer e Barbora Strýcová, prima di perdere contro la futura campionessa, Kaia Kanepi, nei quarti di finale. Disputa il torneo di Sydney dove esce di scena nel secondo turno, per mano di Agnieszka Radwańska. Durante il match, la tedesca richiede un medical time-out, scoprendo di aver contratto una frattura da stress alla spina dorsale e un'ernia. Annuncia di doversi fermare per tre mesi rinunciando a partecipare agli Australian Open.
Si presenta a Stoccarda, dove si impone su Kristina Barrois, prima di ritirarsi sul punteggio di 2-6 4-4 in favore di Viktoryja Azaranka, a causa della rottura dei legamenti della caviglia, infortunio che ha richiesto immediatamente l'intervento chirurgico. Di conseguenza, rinuncia al Roland Garros, Wimbledon e alle Olimpiadi, tra gli altri tornei.
Nonostante i dubbi sulla propria forma fisica, si ripresenta a New Haven, dove viene estromessa al secondo turno da Dominika Cibulková. Successivamente, viene eliminata all'esordio agli US Open, Tokyo e Pechino (dove difendeva i punti della finale dell'anno precedente), rispettivamente da Romina Oprandi, Petra Martić e Jelena Janković. Scivola fino alla posizione n° 192 della classifica, la più bassa dal 2009. Riceve una wild card per Linz, dove cede ad Ana Ivanović nel secondo turno.
Tuttavia, si rifà in Lussemburgo e in India, raggiungendo in entrambi i tornei la semifinale. In Europa supera in ordine: Garbiñe Muguruza, Jelena Janković e Ksenija Pervak, prima di perdere contro la futura campionessa, Venus Williams. In Asia, invece, si sbarazza di: Sofia Šapatava, Chang Liu e Nina Bratčikova, prima di venire sconfitta dalla futura vincitrice del torneo, Elina Svitolina.
Per quanto riguarda la classifica, recupera più di sessanta posizioni, raggiungendo la posizione n° 126.

### 2013-2014: ripresa

#### 2013: due finali stagionali

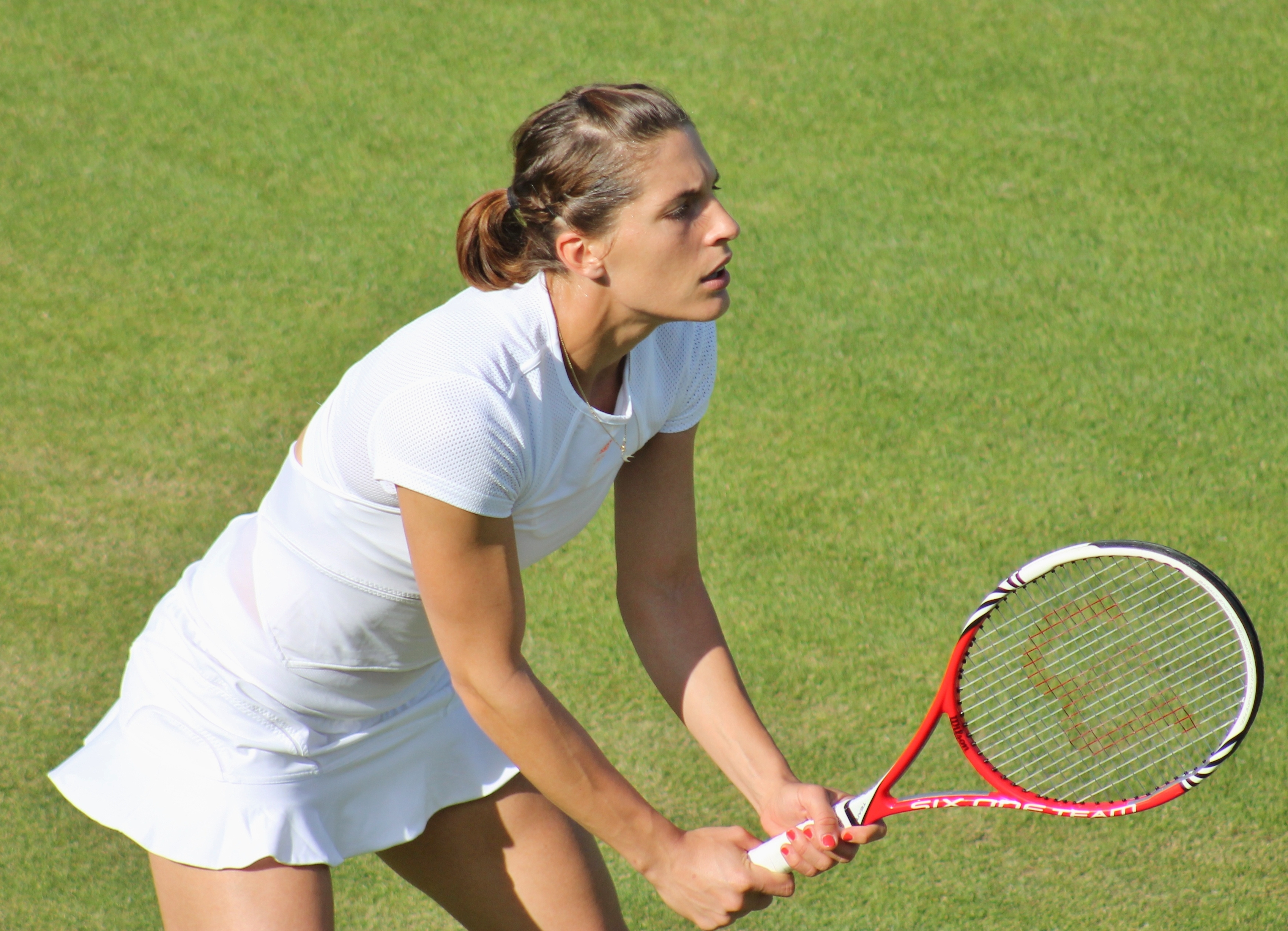
Petković a Wimbledon 2013

A causa di un grave infortunio (rottura del menisco), rimediato nel match contro Ashleigh Barty nella Hopman Cup, è costretta a uno stop di tre mesi.
Scivolata alla posizione n° 177 del ranking, si presenta alle qualificazioni a Indian Wells venendo sconfitta, mentre a Miami riceve una wild card. Qui supera Bojana Jovanovski e Marion Bartoli, prima di perdere contro Ajla Tomljanović. A Charleston raggiunge il terzo turno, in seguito alle vittorie su Taylor Townsend e Vania King, ma è costretta al ritiro contro Caroline Wozniacki per un dolore al polpaccio.
A Stoccarda riceve un'altra wild card, ma viene sconfitta all'esordio da Ana Ivanović. Non si qualifica per Madrid e per il Roland Garros. Si aggiudica il titolo ITF in Marsiglia senza perdere un set; ciò le permette l'ingresso nella Top 100. Nello stesso mese disputa la finale di Norimberga contro Simona Halep, perdendo in due set.
A Wimbledon si sbarazza di Pauline Parmentier, sua prima vittoria Slam dall'US Open 2011, prima di perdere contro la futura stella del tennis Sloane Stephens.
A inizio agosto si arrende alla slovacca Magdaléna Rybáriková nella finale del torneo di Washington per 4–6, 6(2)–7. Si qualifica per il torneo di Cincinnati ed elimina al primo turno Daniela Hantuchová, per poi cedere a Roberta Vinci. Agli US Open viene sorpresa al primo turno dalla Jovanovski. Non fa meglio nel torneo coreano, dove viene sconfitta da Francesca Schiavone. A Tokyo estromette Elena Vesnina, ma viene fermata da Simona Halep, n° 13 WTA. Nel torneo di Pechino si sbarazza della n° 2 del ranking, Viktoryja Azaranka, e di Svetlana Kuznecova, prima di subire la sconfitta da parte di Lucie Šafářová.
Conclude l'anno alla posizione n° 39 del ranking.

#### 2014: semifinali a Roland Garros e Wimbledon, tre titoli WTA, Top 20 in singolare ebest rankingin doppio

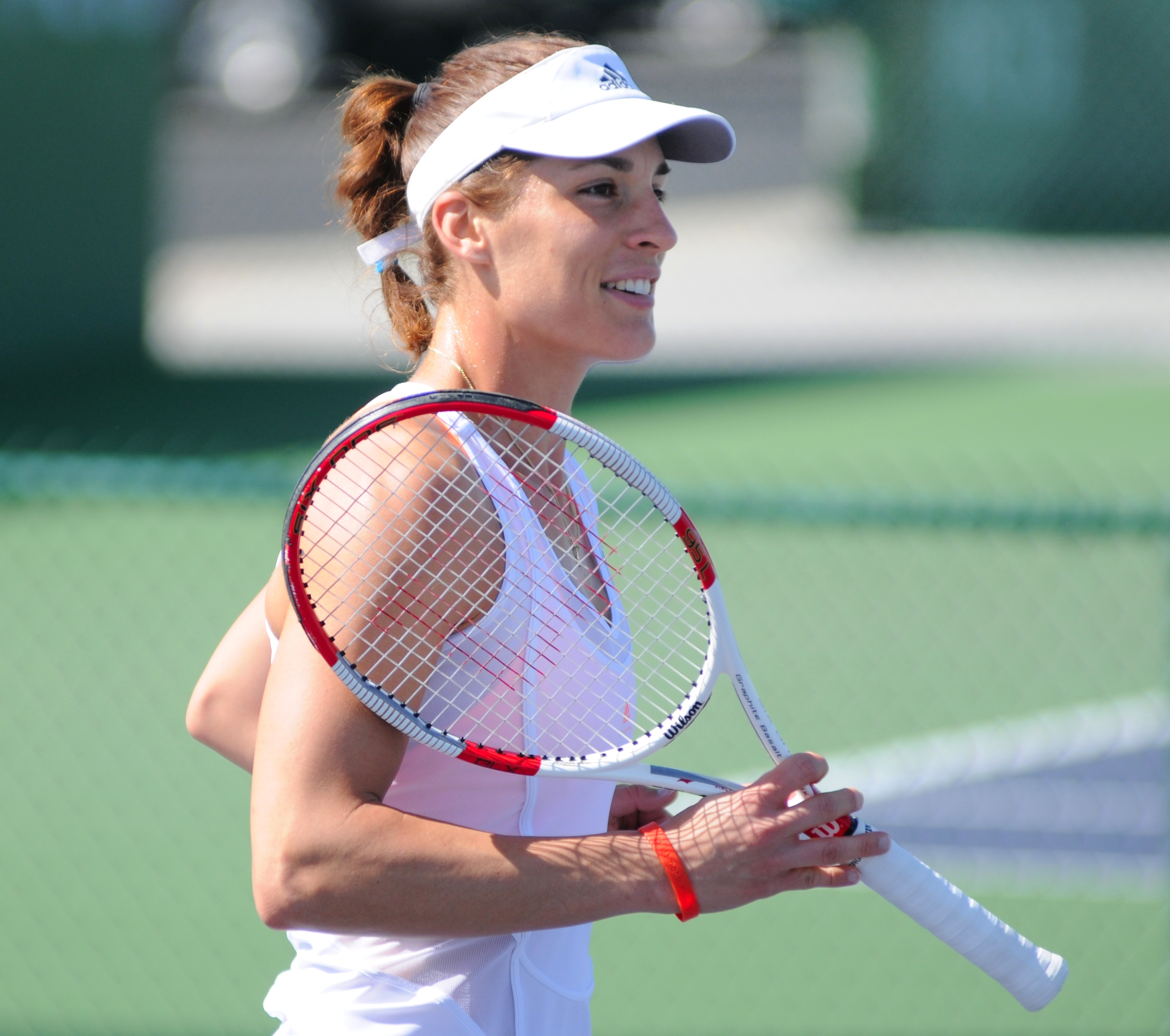
Petković al BNP Paribas Open 2014

Nel torneo di Brisbane elimina Bethanie Mattek-Sands, per poi cedere a Serena Williams. Non ha fortuna nemmeno agli Australian Open, dove esce all'esordio per mano di Magdaléna Rybáriková. Torna a vincere un torneo in aprile quando, sulla terra verde, trionfa a Charleston sulla slovacca Jana Čepelová per 7–5, 6–2. Nella corsa al titolo si impone su: Lesja Curenko, Lourdes Domínguez Lino, Sabine Lisicki, Lucie Šafářová ed Eugenie Bouchard.
Rappresenta la Germania nella Fed Cup, regalando la vittoria decisiva su Samantha Stosur per la finale, la prima dal 1992.
Partecipa al torneo di Stoccarda, Madrid, Roma e Strasburgo in preparazione al Roland Garros. Tuttavia, non ottiene buoni risultati, in quanto viene sconfitta nei primi tre all'esordio da Flavia Pennetta, Sara Errani e Serena Williams. Nell'ultimo torneo di preparazione si impone su Pauline Parmentier e Vania King, prima di essere fermata dalla futura campionessa, Mónica Puig, nei quarti di finale. Nonostante ciò, al Roland Garros si spinge fino alla semifinale, prima in uno Slam. Sulla terra rossa di Parigi ha la meglio su Misaki Doi (due sets), Stefanie Vögele, Kristina Mladenovic, Kiki Bertens e Sara Errani (due sets). Successivamente, il suo sogno francese viene infranto dalla n° 4 del ranking, Simona Halep. Per quanto riguarda la classifica, ritorna in Top 20.
Inizia malamente la stagione sull'erba, in quanto subisce una sconfitta al secondo turno in Olanda, mentre a Wimbledon raggiunge il terzo turno superata da Eugenie Bouchard, futura finalista. Si rifà in coppia con Magdaléna Rybáriková, raggiungendo la seconda semifinale Slam in carriera; eliminano in due sets in ordine le terze, le none e le decime teste di serie, prima di venire sconfitte dalla coppia Babos/Mladenovic (n° 14 WTA).
Il 13 luglio rivince il Gastein Ladies di Bad Gastein a distanza di cinque anni (torneo dove aveva conquistato il primo titolo in carriera) battendo in finale la giovane qualificata statunitense Shelby Rogers con il punteggio di 6–3, 6–3. Nella corsa al titolo si sbarazza di Dinah Pfizenmaier, Stefanie Vögele e Grace Min. 

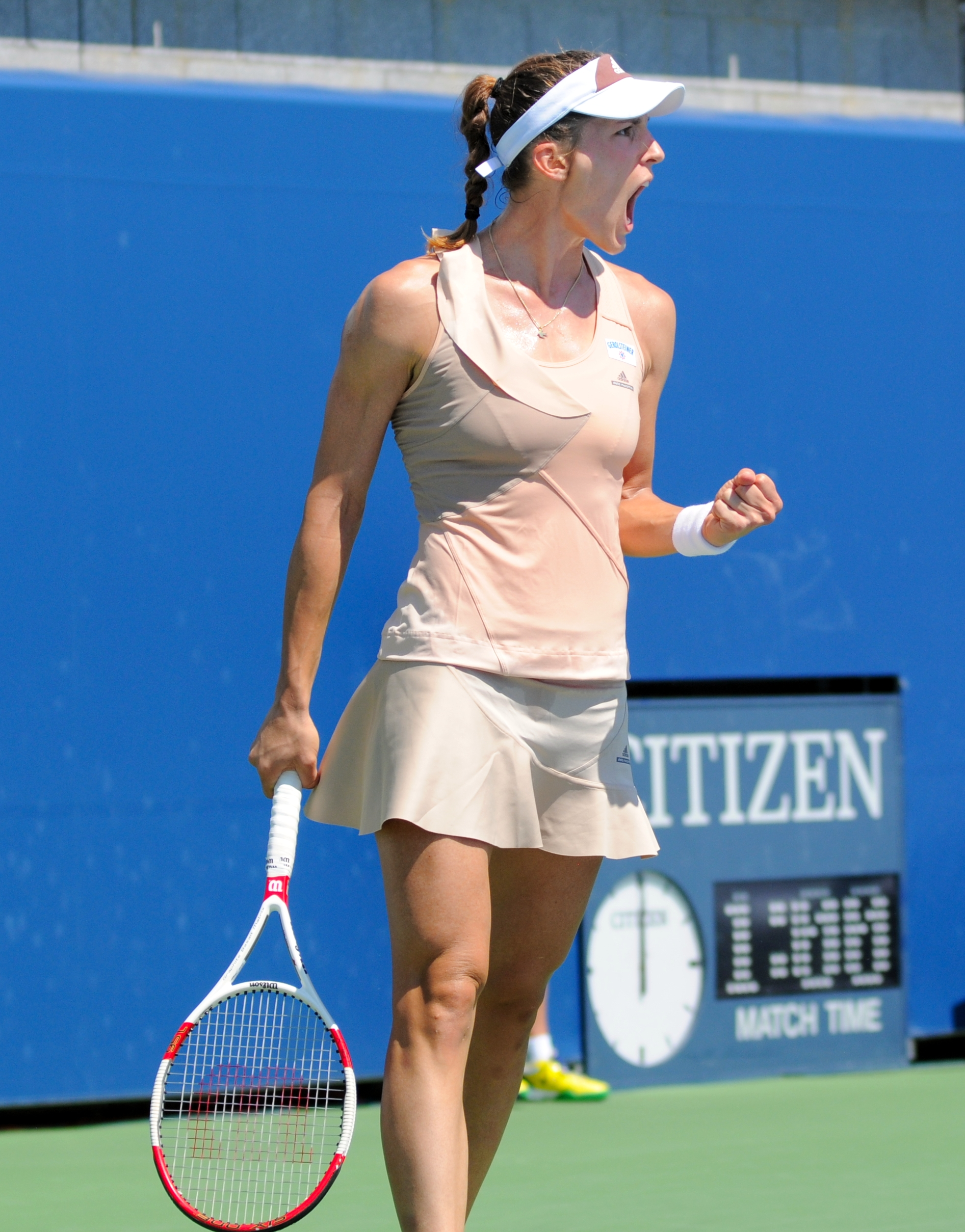
Petković agli US Open 2014

Nel torneo di Stanford sconfigge Venus Williams, per poi venire sconfitta dalla sorella Serena in semifinale. In seguito, ottiene scarsi risultati a Cincinnati e New Haven. Agli US Open viene sconfitta da Caroline Wozniacki, futura finalista, nel terzo turno. Nel torneo cinese di Wuhan cede a Karolína Plíšková nel secondo turno, mentre a Pechino viene fermata nel terzo turno da Simona Halep.
Partecipa al WTA Tournament of Champions di Sofia, detto anche "Masters B", dove è inserita nel gruppo Sredets nel quale, dopo aver perso contro Carla Suárez Navarro in due set, vince 7–5, 6–2 su Cvetana Pironkova e ottiene una vittoria prestigiosa su Dominika Cibulková per 7–5, 6–3, chiudendo il girone al secondo posto ottenendo il bye per partecipare alla semifinale nella quale affronta Garbine Muguruza, prima nell'altro gruppo, il Serdika. Nel penultimo atto del torneo la tennista teutonica ha la meglio sulla spagnola in appena un'ora e quattordici minuti, per 6– ,6–4. Ad affrontarsi in finale, il 2 novembre, sono Andrea e Flavia Pennetta. Il primo set è a senso unico e prevale l'azzurra per 6–1 grazie a tanti vincenti e anche a tanti errori gratuiti della tedesca. Nel secondo set  riesce a ottenere un break nel primo game e a mantenerlo, chiudendo il parziale per 6–4. Nel decisivo e terzo set la Pennetta riesce ad andare avanti di un break ma la Petković ottiene l'immediato contro-break e riesce a strappare due volte il servizio nel finale, che le permettono di trionfare in Bulgaria e vincere il terzo titolo in stagione. Non ne aveva mai conquistati tre nella stessa stagione e questo è finora il più importante della carriera. Sale così fino alla 14ª posizione in classifica.
Chiusa la stagione del WTA Tour, disputa la finale della Fed Cup contro la Repubblica Ceca di Petra Kvitová. Le tedesche verranno, poi, sconfitte per 1-3 dalle ceche e la Petković perderà il match d'esordio proprio contro la Kvitová.

### 2015-2016

#### 2015: ritorno in Top 10

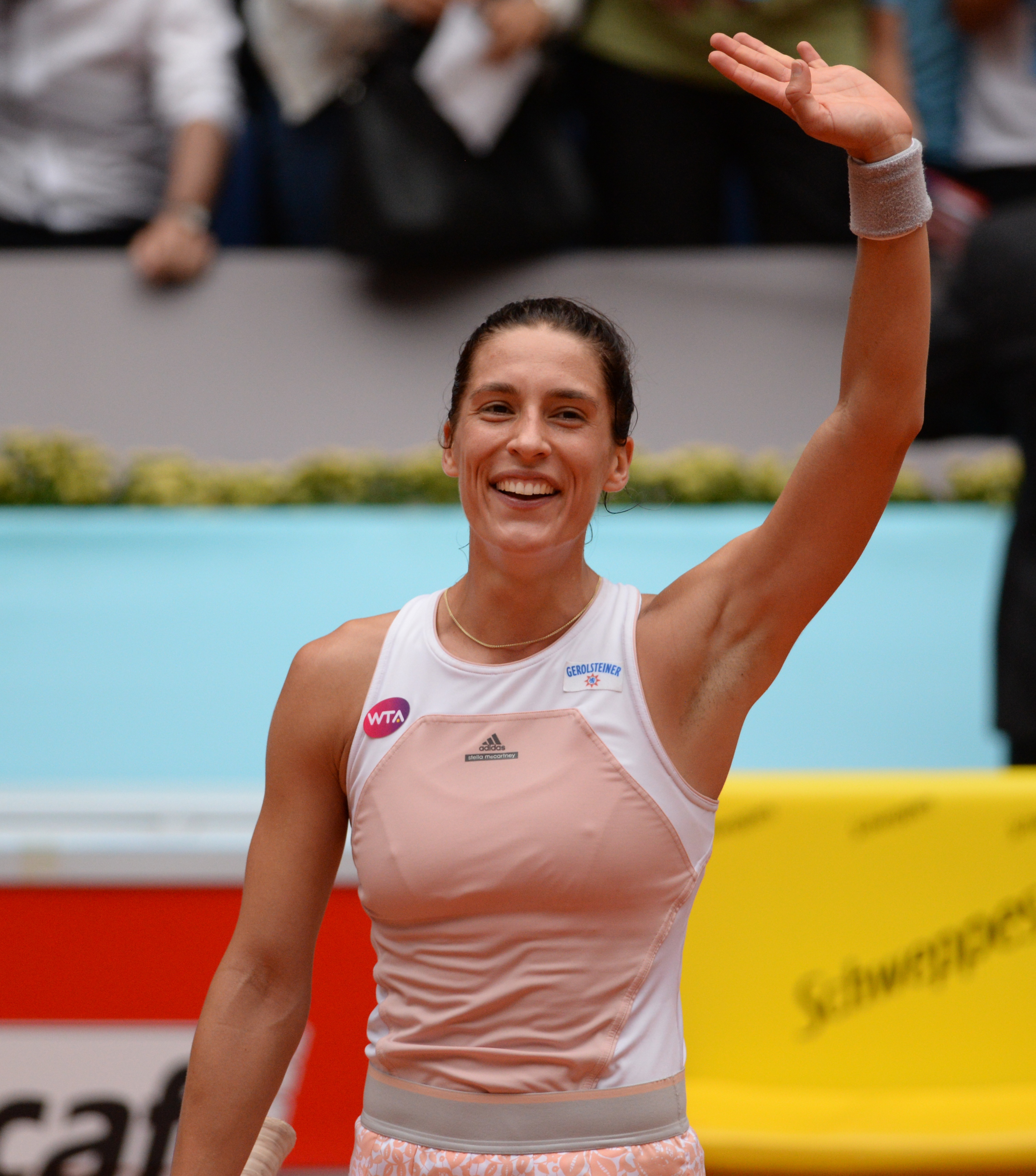
Petković nel 2015

Inizia male il 2015, esce infatti al primo turno nei tornei di Brisbane, Sydney e Melbourne, ma si riprende nel mese di febbraio dove riesce a vincere i due incontri di Fed Cup e il Premier di Anversa rientrando così nella top-10 mondiale.. Partecipa al Roland Garros e perde contro l'italiana Sara Errani nel terzo turno.
La stagione sull'erba non regala molte soddisfazioni alla Petkovic: 2º turno a Birmingham, quarti a Eastbourne (battuta dalla Wozniacki) e un terzo turno a Wimbledon (estromessa, a sorpresa, da Zarina Dijas).
Nello swing americano ottiene risultati discreti (3º turno a Toronto e Cincinnati, 2º a Stanford) mentre agli US Open sconfigge Caroline Garcia e Elena Vesnina, prima di perdere in 2 set da Johanna Konta.
A Guangzhou e a Wuhan esce all'esordio, mentre a Pechino supera Bouchard (ritiratasi nel 2º set) e Stosur, prima di venir sconfitta da Sara Errani. Dopo la sconfitta al primo turno al Luxembourg Open contro la Doi (poi futura vincitrice del torneo), prende parte al "master B" di fine anno, in cui è campionessa in carica (nonostante la sede del torneo sia cambiata). Nel round-robin, tuttavia, riceve una sonora sconfitta dalla Suarez Navarro (doppio 6–0) e anche dalla Svitolina (7–6(4), 6–3), venendo così estromessa.
Chiude l'anno alla 24ª posizione del ranking WTA.

#### 2016: uscita dalla Top 50

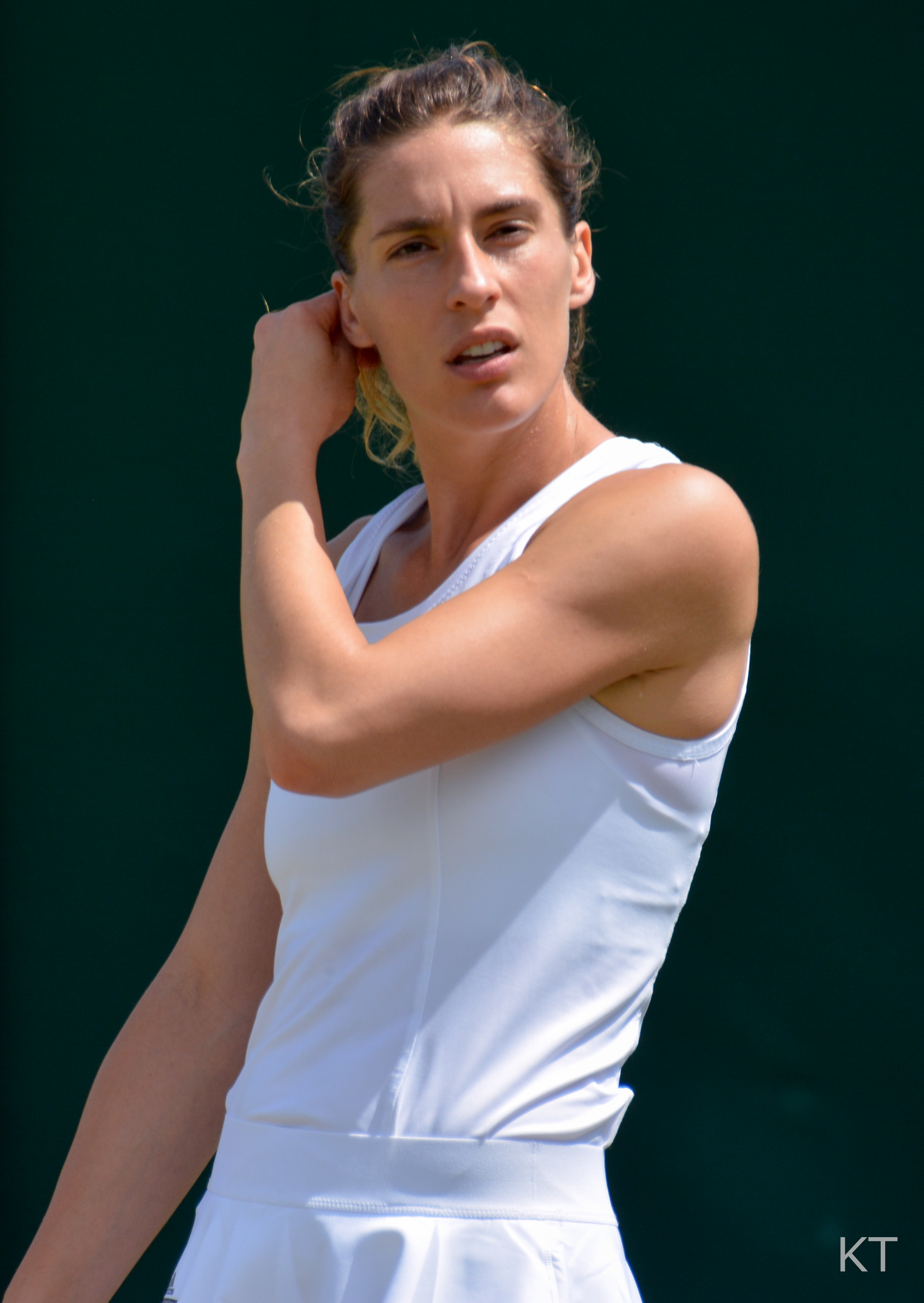
Petković a Wimbledon 2016

Iinaugura il 2016 partecipando al torneo di Brisbane, dove batte agevolmente Teliana Pereira ed Ekaterina Makarova. Ai quarti è costretta alla resa contro la sorpresa americana Samantha Crawford, che vince in 2 set molto netti. Agli Australian Open esce di scena già al primo turno, per mano della russa Elizaveta Kuličkova. In seguito, a Dubai si spinge fino ai quarti di finale superando Camila Giorgi e Jelena Janković senza grossi problemi, prima di cedere contro Caroline Garcia. Successivamente, a Doha raggiunge la semifinale in seguito alle vittorie su: Ekaterina Makarova, Margarita Gasparjan, Coco Vandeweghe e la n° 4 al mondo, Garbiñe Muguruza. Tuttavia, è costretta al ritira contro Jeļena Ostapenko, sul punteggio di 5–7, 0–1 in favore della lettone.
Sul suolo americano, Indian Wells e Miami, raccoglie due sconfitte al primo turno, rispettivamente per mano di Barbora Strýcová e di Caroline Garcia. Non vince nemmeno a Charleston, dove viene sorpresa in due set da Mónica Puig. In patria, a Stoccarda, si impone su Kristina Mladenovic, per poi venire sconfitta in rimonta da Agnieszka Radwańska. Sulla terra rossa di Madrid, cede alla Top 10 Timea Bacsinszky; mentre a Roma, perde contro Madison Keys. Scesa al 28º posto del ranking, a Parigi si sbarazza di Laura Robson, per poi venire sconfitta da Julija Putinceva.
Apre la stagione sull'erba a Birmingham con una vittoria su Magda Linette, ma viene poi rimontata dalla Top 10 Carla Suárez Navarro. Successivamente, a Eastbourne ha la meglio in tre set su Zheng Saisai e su Sara Errani, testa di serie n° 13 , ma cede contro Ekaterina Makarova, fautrice di una rimonta. Nello Slam londinese estromette Nao Hibino, perdendo poi contro Elena Vesnina. A Montreal si sbarazza di Alizé Cornet, venendo poi fermata da Petra Kvitová.
Rappresenta la Germania alle Olimpiadi di Rio, uscendo di scena già al primo turno per mano della favorita Elina Svitolina.
Partecipa al torneo di Cincinnati eliminando con qualche difficoltà Lucie Šafářová, prima di incassare una pesante sconfitta contro la testa di serie n° 5, Agnieszka Radwańska, la quale ha la meglio per 6-0 6-1. Agli US Open viene fermata al secondo turno dalla diciannovenne Belinda Bencic. È costretta al ritiro nel match contro Anastasija Pavljučenkova sul punteggio di 4–6, 0–2 in favore della russa. Si spinge fino ai quarti di finale in Lussemburgo superando Mandy Minella e Caroline Garcia, lasciandole solamente due games; successivamente, viene rimontata da Lauren Davis.
Termina l'anno alla 56ª posizione del ranking.

### 2017-2020: stato di forma discontinuo e nuovo infortunio

#### 2017: crollo fino alla Top 100 in singolare; quarti di finale agli Australian Open in doppio

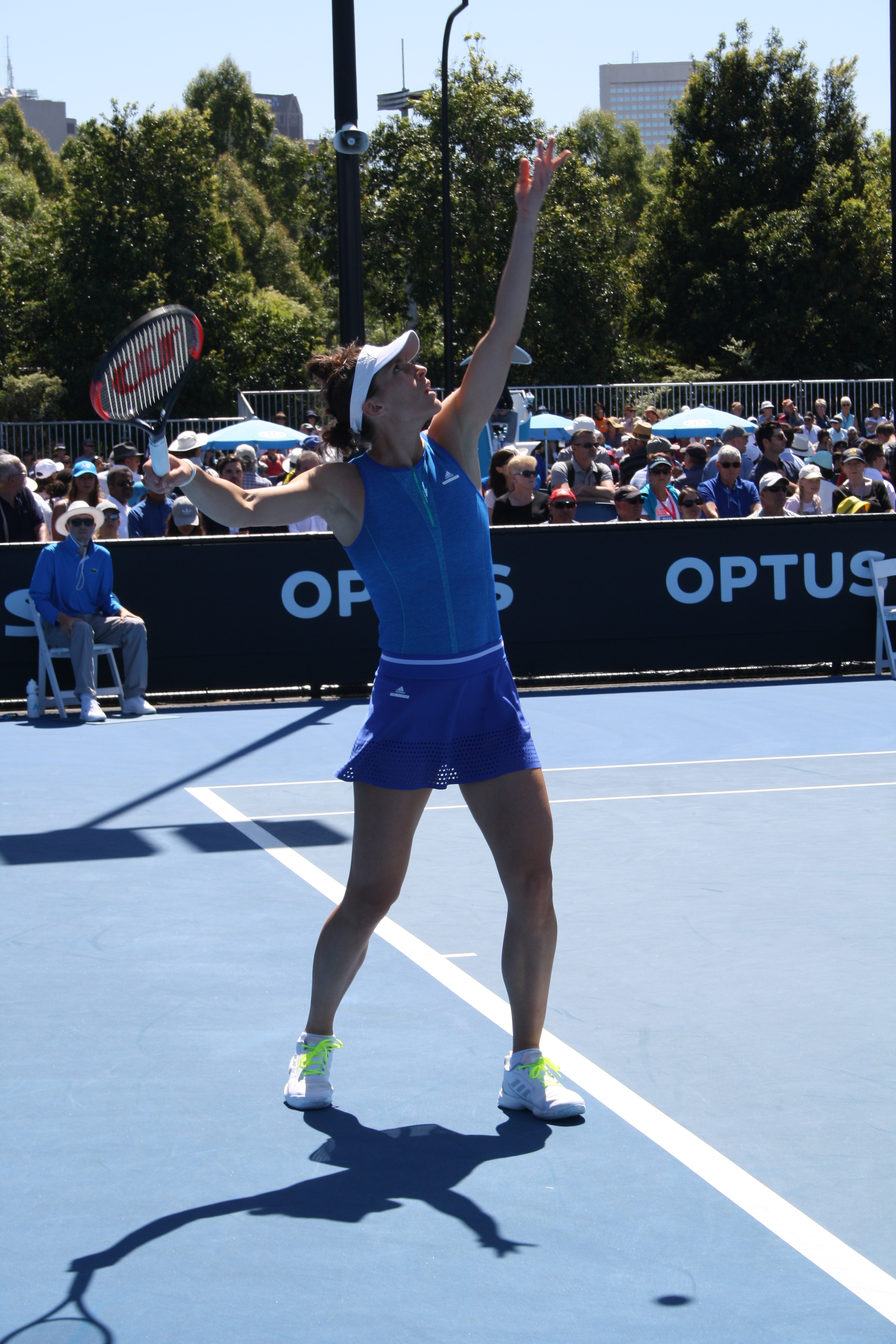
Petković agli Australian Open 2017

Nel torneo di Hobart supera Nicole Gibbs, mentre viene sconfitta da Verónica Cepede Royg. Agli Australian Open viene sconfitta al secondo turno da Barbora Strýcová. Tuttavia, in coppia con Mirjana Lučić-Baroni raggiunge i quarti di finale, dove sono estromesse dalle giapponesi Miyu Katō/Eri Hozumi (3–6, 3–6); la coppia supera le none teste di serie, Monica Niculescu/Abigail Spears (6–1, 6–4), e le ottave del seeding, Vania King/Jaroslava Švedova (4–6, 6–2, 6–3).
È costretta a disputare le qualificazioni per il main draw del torneo di San Pietroburgo. In seguito, s'impone all'esordio su Irina-Camelia Begu, prima di cedere contro la testa di serie n° 6, Roberta Vinci. Ad Acapulco estromette in rimonta Jamie Loeb, per poi venire sorpresa da Pauline Parmentier.
Agli Indian Wells viene sconfitta al secondo turno dalla n° 2 del ranking, la connazionale Angelique Kerber, con un netto 2–6 1–6; a Miami esce di scena all'esordio contro Jana Čepelová. Nel torneo di Charleston ha la meglio su Lara Arruabarrena Vecino, prima di cedere contro Anastasija Sevastova. Viene sorpresa all'esordio dalla giovane Dajana Jastrems'ka nel torneo di Istanbul, mentre viene fermata al primo turno a Rabat da Julija Putinceva.
Sulla terra rossa di Madrid supera le qualificazioni, per poi uscire di scena per mano di Océane Dodin; a Roma si rifà sulla Dodin nelle qualificazioni, per poi venire eliminata da Anett Kontaveit. Nel torneo di Strasburgo viene rimontata da Christina McHale. Si presenta a Parigi, ma senza ottenere successo, in quanto viene fermata al primo turno da Varvara Lepchenko. In Olanda supera la tennista di casa e la testa di serie n° 3, Kiki Bertens, per poi venire sconfitta in tre set da Natal'ja Vichljanceva.
Disputa due tornei ITF in Gran Bretagna, raggiungendo una semifinale e un quarto di finale. Nello Slam londinese perde al primo turno, dopo un match complicato, contro la n° 8 del ranking, Dominika Cibulková, per 3–6, 6–3, 7–9. A Washington supera Kurumi Nara, Eugenie Bouchard e Bianca Andreescu; viene poi sconfitta dalla connazionale Julia Görges, che ha la meglio per 5–7, 6–4, 7–5.
Non si qualifica per il torneo di Cincinnati, mentre agli US Open cede all'esordio a Jennifer Brady. Non fa meglio nemmeno in Corea, dove viene estromessa da Denisa Allertová. Si qualifica per il torneo di Wuhan e Pechino. Nel primo viene sconfitta subito da Lauren Davis, mentre nel secondo al secondo turno da Karolína Plíšková. Si presenta al torneo in Lussemburgo dove, dopo aver eliminato con difficoltà Petra Martić, è costretta a ritirarsi contro Kiki Bertens.
A fine stagione crolla fino alla 97ª posizione del ranking, la più bassa dal 2012.

#### 2018

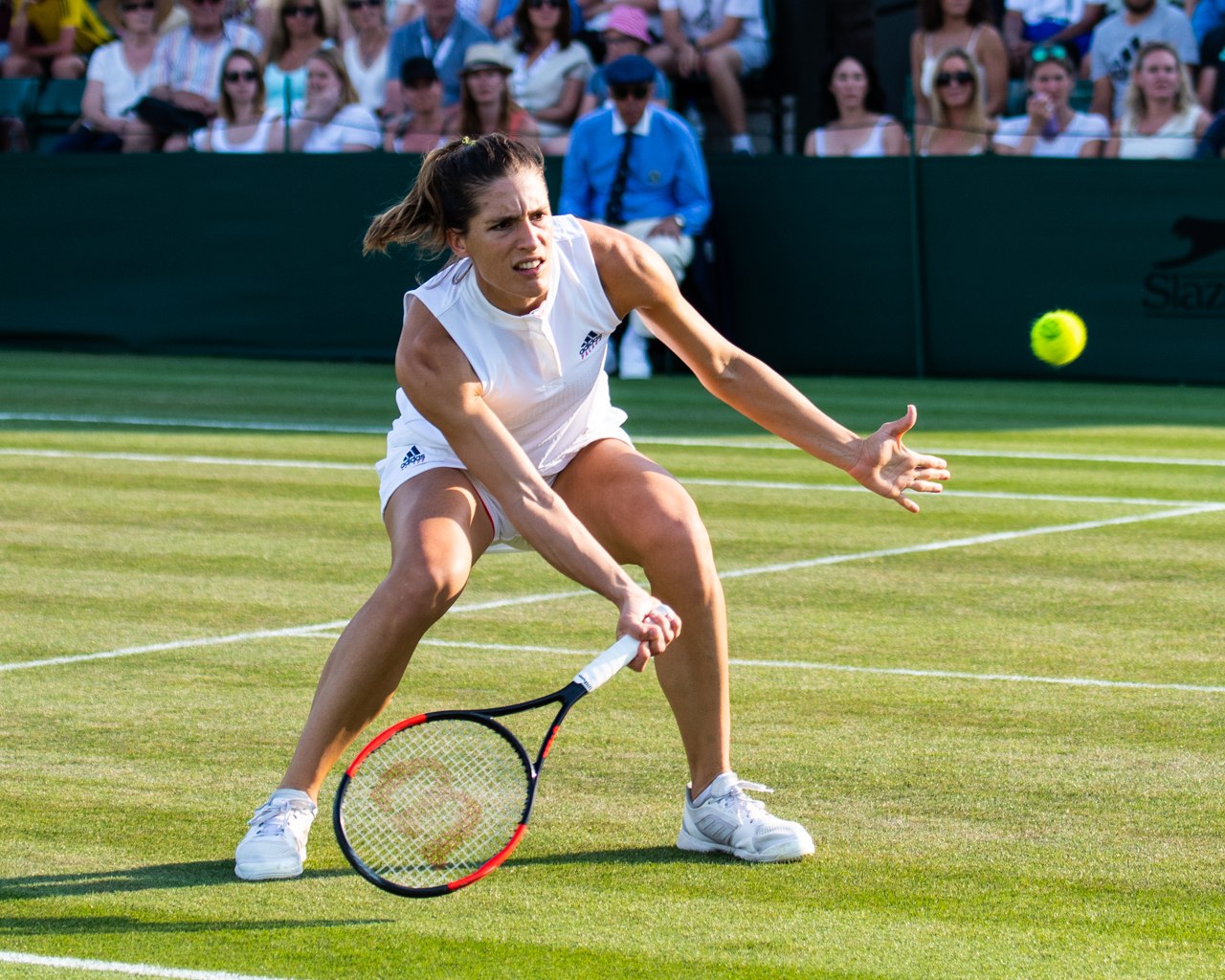
Petković a Wimbledon 2018

Non supera le qualificazioni per il torneo di Brisbane nel 2018. Agli Australian Open si aggiudica il braccio di ferro contro Petra Kvitová, n° 27 WTA; prima di venire fermata dalla Davis. Supera le qualificazioni a S. Pietroburgo, non riuscendo ad andare oltre il primo turno contro Irina-Camelia Begu.
Non si qualifica per il torneo di Doha e Indian Wells, mentre a Miami cede a Dar'ja Gavrilova nel secondo turno. A Charleston, Praga e Norimberga esce di scena all'esordio per mano di Varvara Lepchenko, Kateřina Siniaková e di Sorana Cîrstea.
A Parigi si sbarazza di Kristina Mladenovic e di Bethanie Mattek-Sands, prima di perdere contro Halep, n° 1 e futura campionessa. Non supera le qualificazioni per il torneo di Maiorca, mentre raggiunge il secondo turno a Wimbledon sconfitta da Yanina Wickmayer.
A Washington ripete la semifinale dell'anno precedente, avendo la meglio su Jamie Loeb, su Sloane Stephens, testa di serie n° 2, e poi su Belinda Bencic, testa di serie n° 6, viene sconfitta dalla futura campionessa, Svetlana Kuznecova. Non si qualifica a Cincinnati e a New Heaven. Agli US Open cede in tre set a Jeļena Ostapenko, n° 10 WTA, all'esordio.
Nel torneo di Guangzhou raggiunge la seconda semifinale della stagione, dove cede a Wang Qiang. A Pechino non va oltre il primo turno per mano di Lesja Curenko. Si Spinge fino alla terza semifinale dell'anno a Linz, dove viene rimontata da Ekaterina Aleksandrova. In Lussemburgo è costretta al ritiro nei quarti di finale contro Eugenie Bouchard, dopo essersi aggiudicata il primo set.
Conclude l'anno al posto n° 64 della classifica.

#### 2019: continuano gli insuccessi

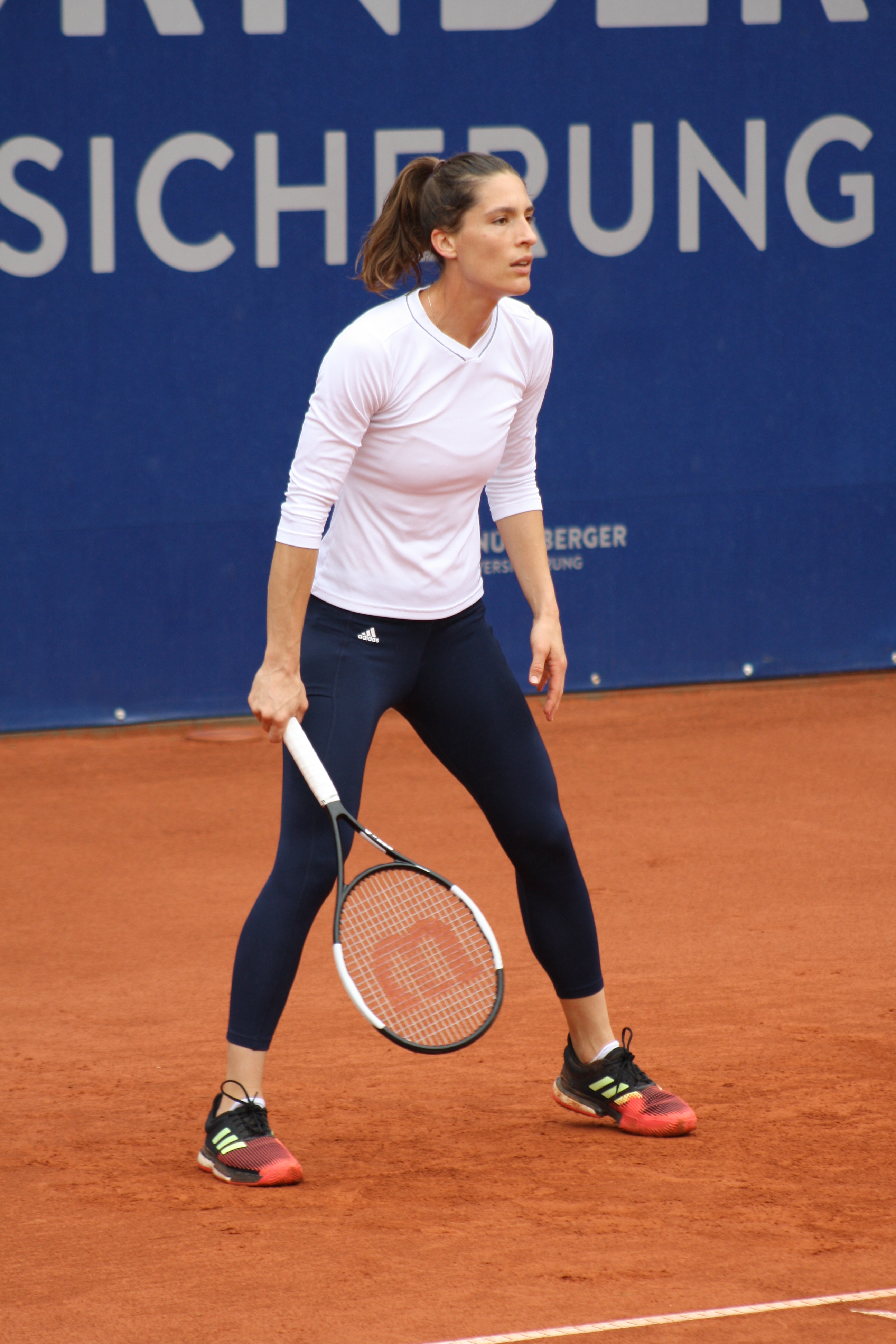
Petković in allenamento nel 2019

Non si qualifica per il torneo di Brisbane nel 2019, mentre è costretta al ritiro per un malore nel primo turno agli Australian Open dopo aver vinto il primo parziale contro Irina-Camelia Begu. Non si qualifica a S. Pietroburgo. In Ungheria lascia solamente un game ad Ana Bogdan, prima di perdere contro Anastasija Potapova.
Agli Indian Wells perde subito contro Venus Williams, mentre a Miami contro Amanda Anisimova. Nel torneo di Charleston si sbarazza di Varvara Lepchenko, prima di essere fermata da Maria Sakkarī.
Non fa meglio a Stoccarda, dove viene estromessa dalla connazionale Angelique Kerber, testa di serie n° 5. A Praga perde contro Jessica Pegula. Non si qualifica a Madrid e Roma, mentre a Norimberga esce di scena al secondo turno contro Anna-Lena Friedsam. Si spinge fino al terzo turno nello Slam parigino, in quanto rimonta sia Alison Riske  che Hsieh Su-wei, ma è costretta a cedere alla futura campionessa, Ashleigh Barty.
A Maiorca esce di scena all'esordio per mano di Elise Mertens; a Eastbourne viene fermata al secondo turno da Caroline Wozniacki; a Wimbledon e a Stanford perde al primo turno contro Monica Niculescu e Madison Brengle.
Non si qualifica a Toronto e Cincinnati. Nel torneo di New York, dopo un match complicato, subisce la sconfitta da parte di Camila Giorgi nel secondo turno. Gioca l'ultimo Slam dell'anno, l'US Open, come n° 88 del ranking. Qui supera agevolmente Mihaela Buzărnescu e la n° 6 del mondo, Petra Kvitová. In tal modo, ritorna a disputare il terzo turno a New York a distanza di quattro anni. È opposta a Elise Mertens, la quale si impone con un perentorio 6–3.
Si presenta a Guangzhou, dove accede al secondo turno con difficoltà (vittoria su Lesley Kerkhove), mentre cede a Zhang Shuai in due parziali. Non si qualifica a Wuhan; tuttavia, ci riesce a Pechino estromettendo all'esordio nel tabellone principale Jil Teichmann, prima di venire fermata da Naomi Ōsaka. Torna in Europa per disputare il torneo di Linz. Qui accede agevolmente alla semifinale, grazie alle vittorie su Jil Teichmann, Julia Görges, testa di serie numero cinque, e Viktória Kužmová; viene poi sconfitta dalla sorpresa del torneo, Cori Gauff. Chiude la stagione a Lussemburgo, dove è fautrice di una spettacolare rimonta nel primo turno contro Camila Giorgi (0–6, 6–4, 6–4), prima di ritirarsi per infortunio contro Antonia Lottner, dopo aver perso il primo parziale per 1–6.
In piena off-season, debutta come conduttrice per il canale televisivo tedesco ZDF. Inoltre, dichiara la sua volontà di alleggerire il suo calendario tennistico, facendo pensare al possibile ritiro.

#### 2020: operazione e ritiro
La tedesca non scende in campo dall'ottobre del 2019, complice l'infortunio che l'ha costretta al ritiro. Durante gli allenamenti, si infortuna nuovamente al ginocchio sinistro (che le fece pensare al ritiro cinque anni fa), operandosi subito a inizio febbraio. Un mese più tardi, dichiara che questa non sarà la sua ultima stagione giocata, anche a causa della pandemia di COVID-19, prolungando la sua carriera ancora di un anno.

## Caratteristiche tecniche
Andrea Petković è una tennista completa. Ha un servizio potente, gioca bene sullo scambio lungo e non disdegna la palla corta. È dotata di un forte rovescio e di un dritto solido.

## Statistiche WTA

### Singolare

#### Vittorie (7)
| Legenda                     | Legenda      |
| --------------------------- | ------------ |
| Grande Slam (0)             |              |
| Ori Olimpici (0)            |              |
| WTA Finals (0)              |              |
| WTA Elite Trophy (0)        |              |
| Tournament of Champions (1) |              |
| Dal 2009 al 2020            | Dal 2021     |
| Premier Mandatory (0)       | WTA 1000 (0) |
| Premier 5 (0)               | WTA 1000 (0) |
| Premier (2)                 | WTA 500 (0)  |
| International (3)           | WTA 250 (1)  |
| WTA 125 (0)                 |              |

| N. | Data             | Torneo                                   | Superficie  | Avversaria in finale | Punteggio     |
| 1. | 26 luglio 2009   | Gastein Ladies, Bad Gastein              | Terra rossa | Ioana Raluca Olaru   | 6–2, 6–3      |
| 2. | 21 maggio 2011   | Internationaux de Strasbourg, Strasburgo | Terra rossa | Marion Bartoli       | 6–4, 1–0 rit. |
| 3. | 6 aprile 2014    | Family Circle Cup, Charleston            | Terra verde | Jana Čepelová        | 7–5, 6–2      |
| 4. | 13 luglio 2014   | Gastein Ladies, Bad Gastein (2)          | Terra rossa | Shelby Rogers        | 6–3, 6–3      |
| 5. | 2 novembre 2014  | Tournament of Champions, Sofia           | Cemento (i) | Flavia Pennetta      | 1–6, 6–4, 6–3 |
| 6. | 15 febbraio 2015 | Proximus Diamond Games, Anversa          | Cemento (i) | Carla Suárez Navarro | w/o           |
| 7. | 8 agosto 2021    | Winners Open, Cluj-Napoca                | Terra rossa | Mayar Sherif         | 6–1, 6–1      |

#### Sconfitte (6)
| Legenda                     | Legenda      |
| --------------------------- | ------------ |
| Grande Slam (0)             |              |
| Argenti Olimpici (0)        |              |
| WTA Finals (0)              |              |
| WTA Elite Trophy (0)        |              |
| Tournament of Champions (0) |              |
| Dal 2009 al 2020            | Dal 2021     |
| Premier Mandatory (1)       | WTA 1000 (0) |
| Premier 5 (0)               | WTA 1000 (0) |
| Premier (0)                 | WTA 500 (0)  |
| International (4)           | WTA 250 (1)  |
| WTA 125 (0)                 |              |

| N. | Data           | Torneo                                  | Superficie  | Avversaria in finale | Punteggio     |
| 1. | 19 giugno 2010 | Ordina Open, 's-Hertogenbosch           | Erba        | Justine Henin        | 6–3, 3–6, 4–6 |
| 2. | 8 gennaio 2011 | Brisbane International, Brisbane        | Cemento     | Petra Kvitová        | 1–6, 3–6      |
| 3. | 9 ottobre 2011 | China Open, Pechino                     | Cemento     | Agnieszka Radwańska  | 5–7, 6–0, 4–6 |
| 4. | 15 giugno 2013 | Nürnberger Versicherungscup, Norimberga | Terra rossa | Simona Halep         | 3–6, 3–6      |
| 5. | 4 agosto 2013  | Washington Open, Washington             | Cemento     | Magdaléna Rybáriková | 4–6, 6(2)–7   |
| 6. | 11 luglio 2021 | Hamburg European Open, Amburgo          | Terra rossa | Elena-Gabriela Ruse  | 6(6)–7, 4–6   |

### Doppio

#### Vittorie (1)
| Legenda              |
| -------------------- |
| Grande Slam (0)      |
| Ori Olimpici (0)     |
| WTA Finals (0)       |
| WTA Elite Trophy (0) |
| Dal 2021             |
| WTA 1000 (0)         |
| WTA 500 (1)          |
| WTA 250 (0)          |
| WTA 125 (0)          |

| N. | Data           | Torneo                               | Superficie | Compagna      | Avversarie in finale              | Punteggio |
| 1. | 3 ottobre 2021 | Chicago Fall Tennis Classic, Chicago | Cemento    | Květa Peschke | Caroline Dolehide Coco Vandeweghe | 6–3, 6–1  |

#### Sconfitte (2)
| Legenda               | Legenda      |
| --------------------- | ------------ |
| Grande Slam (0)       |              |
| Argenti Olimpici (0)  |              |
| WTA Finals (0)        |              |
| WTA Elite Trophy (0)  |              |
| Dal 2009 al 2020      | Dal 2021     |
| Premier Mandatory (0) | WTA 1000 (0) |
| Premier 5 (0)         | WTA 1000 (0) |
| Premier (1)           | WTA 500 (0)  |
| International (1)     | WTA 250 (0)  |
| WTA 125 (0)           |              |

| N. | Data           | Torneo                           | Superficie  | Compagna         | Avversarie in finale             | Punteggio |
| 1. | 26 luglio 2009 | Gastein Ladies, Bad Gastein      | Terra rossa | Tatjana Malek    | Andrea Hlaváčková Lucie Hradecká | 2–6, 4–6  |
| 2. | 9 gennaio 2016 | Brisbane International, Brisbane | Cemento     | Angelique Kerber | Martina Hingis Sania Mirza       | 5–7, 1–6  |

## Statistiche ITF

### Singolare

#### Vittorie (9)
| Torneo $100.000 (2) |
| Torneo $80.000 (0)  |
| Torneo $75.000 (0)  |
| Torneo $60.000 (0)  |
| Torneo $50.000 (1)  |
| Torneo $25.000 (2)  |
| Torneo $15.000 (0)  |
| Torneo $10.000 (4)  |

| N. | Data              | Torneo                                  | Superficie  | Avversaria in finale    | Punteggio |
| 1. | 16 maggio 2004    | ITF Women's Circuit Antalya, Adalia     | Terra rossa | Katerina Herth          | 6–3, 6–4  |
| 2. | 20 giugno 2004    | Royal Cup, Podgorica                    | Terra rossa | Danica Krstajic         | 6–1, 6–3  |
| 3. | 26 giugno 2005    | Women's Circuit Davos, Davos            | Terra rossa | Janette Bejlkova        | 6–4, 6–2  |
| 4. | 4 settembre 2005  | TEAN International, Alphen aan den Rijn | Terra rossa | Eva Pera                | 7–5, 7–5  |
| 5. | 17 settembre 2006 | Allianz Cup, Sofia                      | Terra rossa | Simona-Iulia Matei      | 7–5, 7–5  |
| 6. | 22 luglio 2007    | Open 88 Contrexéville, Contrexéville    | Terra rossa | Ksenija Milevskaja      | 6–2, 6–0  |
| 7. | 2 novembre 2008   | Republican Girls, Istanbul              | Cemento     | Anna Gerasimou          | 6–2, 6–2  |
| 8. | 10 maggio 2009    | GDF SUEZ Open Romania, Bucarest         | Terra rossa | Stefanie Vögele         | 6–3, 6–2  |
| 9. | 9 giugno 2013     | Open GDF SUEZ de Marseille, Marsiglia   | Terra rossa | Anabel Medina Garrigues | 6–4, 6–2  |

#### Sconfitte (4)
| Torneo $100.000 (0) |
| Torneo $80.000 (0)  |
| Torneo $75.000 (0)  |
| Torneo $60.000 (0)  |
| Torneo $50.000 (2)  |
| Torneo $25.000 (2)  |
| Torneo $15.000 (0)  |
| Torneo $10.000 (0)  |

| N. | Data             | Torneo                                          | Superficie  | Avversaria in finale | Punteggio     |
| 1. | 3 settembre 2006 | TEAN International, Alphen aan den Rijn         | Terra rossa | Marina Eraković      | 6–4, 2–6, 5–7 |
| 2. | 29 aprile 2007   | Torneo Internacional Ciutat de Torrent, Torrent | Terra rossa | Ioana Raluca Olaru   | 4–6, 7–5, 4–6 |
| 3. | 5 aprile 2009    | ITF Women's Circuit Latina, Latina              | Terra rossa | Julia Schruff        | 5–7, 6(0)–7   |
| 4. | 19 aprile 2009   | Torneo Tirreno Power, Civitavecchia             | Terra rossa | Polona Hercog        | 2–6, 4–6      |

### Doppio

#### Vittorie (3)
| Torneo $100.000 (0) |
| Torneo $80.000 (0)  |
| Torneo $75.000 (0)  |
| Torneo $60.000 (0)  |
| Torneo $50.000 (1)  |
| Torneo $25.000 (0)  |
| Torneo $15.000 (0)  |
| Torneo $10.000 (2)  |

| N. | Data             | Torneo                       | Superficie  | Compagna        | Avversarie in finale              | Punteggio        |
| 1. | 20 giugno 2004   | Royal Cup, Podgorica         | Terra rossa | Sofia Avakova   | Ljiljana Nanusevic Marta Simic    | 6–3, rit.        |
| 2. | 26 giugno 2005   | Women's Circuit Davos, Davos | Terra rossa | Zuzana Hejdová  | Petra Cetkovská Sandra Martinovic | 6–3, 6–2         |
| 3. | 7 settembre 2008 | Infond Open, Maribor         | Terra rossa | Carmen Klaschka | Kyra Nagy Nastas'sja Jakimava     | 6–0, 2–6, [10–3] |

#### Sconfitte (2)
| Torneo $100.000 (0) |
| Torneo $80.000 (0)  |
| Torneo $75.000 (0)  |
| Torneo $60.000 (0)  |
| Torneo $50.000 (0)  |
| Torneo $25.000 (1)  |
| Torneo $15.000 (0)  |
| Torneo $10.000 (1)  |

| N. | Data           | Torneo                                                      | Superficie  | Compagna        | Avversarie in finale              | Punteggio |
| 1. | 6 marzo 2005   | Internationale Badische Damen Hallenmeisterschaften, Buchen | Cemento (i) | Korina Perkovic | Mervana Jugić-Salkić Darija Jurak | 2–6, 2–6  |
| 2. | 1º luglio 2007 | Padova Challenge Open, Padova                               | Terra rossa | Vanessa Henke   | Maret Ani Marina Eraković         | 4–6, 4–6  |

## Fed Cup

### Finali perse (1)
| N. | Data                | Luogo                  | Superficie     | Finaliste                                                    | Vincitrici                                                    | Punteggio |          |
| 1. | 8 e 9 novembre 2014 | Praga, Repubblica Ceca | Cemento Indoor | Andrea Petković Angelique Kerber Julia Görges Sabine Lisicki | Petra Kvitová Lucie Šafářová Andrea Hlaváčková Lucie Hradecká | 1 a 3     | Dettagli |

## Risultati in progressione
| Sigla | Risultato               |
| ----- | ----------------------- |
| V     | Vincitore               |
| F     | Finalista               |
| SF    | Semifinalista           |
| O     | Oro olimpico            |
| A     | Argento olimpico        |
| SF    | Bronzo olimpico         |
| QF    | Quarti di Finale        |
| 4T    | Quarto turno            |
| 3T    | Terzo turno             |
| 2T    | Secondo turno           |
| 1T    | Primo turno             |
| RR    | Round Robin             |
| LQ    | Turno di qualificazione |
| A     | Assente                 |
| ND    | Non disputato           |

| Legenda superfici    |
| -------------------- |
| Cemento              |
| Terra battuta        |
| Erba                 |
| Superficie variabile |

### Singolare
Aggiornato a fine Cincinnati 2019 
| Tornei del Grande Slam |                 |                 |                 |                 |                 |                 |                 |                 |                 |                 |                 |                 |                 |             |
| Australian Open        | A               | 1T              | 2T              | 2T              | QF              | A               | A               | 1T              | 1T              | 1T              | 2T              | 2T              | 1T              | 8–10        |
| Open di Francia        | 2T              | A               | Q1              | 2T              | QF              | A               | Q2              | SF              | 3T              | 2T              | 1T              | 3T              | 3T              | 18–9        |
| Wimbledon              | Q1              | A               | Q2              | 1T              | 3T              | A               | 2T              | 3T              | 3T              | 2T              | 1T              | 2T              | 1T              | 9–9         |
| US Open                | 2T              | A               | 1T              | 4T              | QF              | 1T              | 1T              | 3T              | 3T              | 2T              | 1T              | 1T              |                 | 13–11       |
| Vittorie-sconfitte     | 2–2             | 0–1             | 1–2             | 4–4             | 14–4            | 0–1             | 1–2             | 7–3             | 6-4             | 3-4             | 1-4             | 4-4             | 2-3             | 48–39       |
| Giochi olimpici        |                 |                 |                 |                 |                 |                 |                 |                 |                 |                 |                 |                 |                 |             |
| Giochi olimpici estivi | ND              | A               | Non disputato   | Non disputato   | Non disputato   | A               | Non disputato   | Non disputato   | Non disputato   | 1T              | Non disputato   | Non disputato   | Non disputato   | 0–1         |
| Torneo di fine anno    |                 |                 |                 |                 |                 |                 |                 |                 |                 |                 |                 |                 |                 |             |
| WTA Tour Championships | Non qualificata | Non qualificata | Non qualificata | Non qualificata | Non qualificata | Non qualificata | Non qualificata | Non qualificata | Non qualificata | Non qualificata | Non qualificata | Non qualificata | Non qualificata | 0–0         |
| WTA Premier Mandatory  |                 |                 |                 |                 |                 |                 |                 |                 |                 |                 |                 |                 |                 |             |
| Indian Wells           | A               | A               | Q2              | 1T              | 3T              | A               | Q2              | 1T              | 2T              | 2T              | 2T              | A               | 1T              | 3–7         |
| Miami                  | A               | A               | Q1              | 3T              | SF              | A               | 3T              | 2T              | SF              | 2T              | 1T              | 2T              | 1T              | 15–9        |
| Madrid                 | Non disputato   | Non disputato   | A               | 3T              | 2T              | A               | Q1              | 1T              | 2T              | 1T              | 1T              | A               | Q2              | 4–6         |
| Pechino                | NP              | NP              | Q1              | 2T              | F               | 1T              | 3T              | 3T              | 3T              | A               | 2T              | 1T              |                 | 13–8        |
| Vittorie-sconfitte     | 0–0             | 0–0             | 0–0             | 5–4             | 11–4            | 0–1             | 4–2             | 3–4             | 7-4             | 2-3             | 2-4             | 1-2             | 0-2             | 34–29       |
| WTA Premier 5          |                 |                 |                 |                 |                 |                 |                 |                 |                 |                 |                 |                 |                 |             |
| Dubai                  | Non Tier I      | Non Tier I      | A               | 2T              | 2T              | Non Premier 5   | Non Premier 5   | Non Premier 5   | 2T              | NP5             | A               | NP5             | A               | 3–3         |
| Doha                   | NP5             | A               | Non disputato   | Non disputato   | NP5             | A               | A               | 1T              | QF              | SF              | NP5             | A               | NP5             | 6–3         |
| Roma                   | A               | A               | A               | 3T              | 2T              | A               | A               | 2T              | A               | 1T              | 1T              | A               | Q2              | 4–5         |
| Montréal / Toronto     | A               | A               | Q2              | 1T              | QF              | A               | A               | A               | 3T              | 2T              | A               | A               | Q2              | 6–4         |
| Cincinnati             | A               | A               | A               | 2T              | SF              | A               | 2T              | 1T              | 3T              | 2T              | Q1              | Q1              | Q2              | 9–6         |
| Tokyo                  | A               | A               | 3T              | 3T              | A               | 1T              | 2T              | Non Premier 5   | Non Premier 5   | Non Premier 5   | Non Premier 5   | Non Premier 5   | Non Premier 5   | 5–4         |
| Wuhan                  | Non disputato   | Non disputato   | Non disputato   | Non disputato   | Non disputato   | Non disputato   | Non disputato   | 2T              | 3T              | A               | 1T              | A               |                 | 3–3         |
| Tornei disputati       | 4               | 1               | 9               | 24              | 18              | 9               | 14              | 24              | 25              | 20              | 21              | 14              | 15              | 199         |
| Titoli                 | 0               | 0               | 1               | 0               | 1               | 0               | 0               | 3               | 1               | 0               | 0               | 0               | 0               | 6           |
| Finali raggiunte       | 0               | 0               | 1               | 1               | 3               | 0               | 2               | 3               | 1               | 0               | 0               | 0               | 0               | 11          |
| Vittorie-sconfitte     | 2-4             | 0-1             | 11-8            | 34-26           | 54-17           | 9-10            | 19-13           | 41-23           | 31-24           | 20-22           | 12-23           | 16-14           | 16-21           | 263-207     |
| Vittorie %             | 33,33%          | 0%              | 57,89%          | 56,67%          | 76,06%          | 47,37%          | 59,38%          | 64,06%          | 56,36%          | 47,62%          | 34,29%          | 53,33%          | 43,24%          | 55,96%      |
| Ranking di fine anno   | 100             | 315             | 56              | 32              | 10              | 143             | 39              | 14              | 24              | 56              | 97              | 64              |                 | $ 7.539.217 |

## Vittorie contro giocatrici Top 10
| Stagione | 2009 | 2010 | 2011 | 2012 | 2013 | 2014 | 2015 | 2016 | 2017 | 2018 | 2019 | 2020 | 2021 | 2022 | Totale |
| Vittorie | 1    | 0    | 7    | 0    | 1    | 0    | 1    | 1    | 0    | 2    | 1    | 0    | 0    | 1    | 15     |

| #    | Giocatrice           | Ranking | Evento                      | Superficie      | Turno | Punteggio     | Rank. SCR |
| ---- | -------------------- | ------- | --------------------------- | --------------- | ----- | ------------- | --------- |
| 2009 |                      |         |                             |                 |       |               |           |
| 1.   | Svetlana Kuznecova   | 6       | Pan Pacific Open, Tokyo     | Cemento         | 2T    | 7–5, 4–6, 6–3 | 58        |
| 2011 |                      |         |                             |                 |       |               |           |
| 2.   | Venus Williams       | 5       | Australian Open, Melbourne  | Cemento         | 3T    | 1–0 rit.      | 33        |
| 3.   | Caroline Wozniacki   | 1       | Miami Open, Miami           | Cemento         | 4T    | 7–5, 3–6, 6–3 | 23        |
| 4.   | Jelena Janković (1)  | 7       | Miami Open, Miami           | Cemento         | QF    | 2–6, 6–2, 6–4 | 23        |
| 5.   | Jelena Janković (2)  | 8       | Stuttgart Open, Stoccarda   | Terra rossa (i) | 2T    | 3–6, 6–1, 6–3 | 19        |
| 6.   | Petra Kvitová (1)    | 7       | Canadian Open, Toronto      | Cemento         | 3T    | 6–1, 6–2      | 10        |
| 7.   | Petra Kvitová (2)    | 6       | Cincinnati Open, Cincinnati | Cemento         | 3T    | 6–3, 6–3      | 11        |
| 8.   | Marion Bartoli       | 10      | China Open, Pechino         | Cemento         | 3T    | 4–6, 6–4, 7–5 | 11        |
| 2013 |                      |         |                             |                 |       |               |           |
| 9.   | Viktoryja Azaranka   | 2       | China Open, Pechino         | Cemento         | 1T    | 6–4, 2–6, 6–4 | 43        |
| 2015 |                      |         |                             |                 |       |               |           |
| 10.  | Ekaterina Makarova   | 9       | Miami Open, Miami           | Cemento         | 4T    | 6–1, 7–5      | 10        |
| 2016 |                      |         |                             |                 |       |               |           |
| 11.  | Garbiñe Muguruza (1) | 5       | Qatar Ladies Open, Doha     | Cemento         | QF    | 6–1, 5–7, 6–2 | 27        |
| 2018 |                      |         |                             |                 |       |               |           |
| 12.  | Sloane Stephens      | 3       | Washington Open, Washington | Cemento         | 2T    | 2–6, 6–4, 6–2 | 91        |
| 13.  | Julia Görges         | 9       | Austria Ladies Linz, Linz   | Cemento (i)     | 1T    | 1–6, 7–5, 6–4 | 82        |
| 2019 |                      |         |                             |                 |       |               |           |
| 14.  | Petra Kvitová (3)    | 6       | US Open, New York           | Cemento         | 2T    | 6–4, 6–4      | 88        |
| 2022 |                      |         |                             |                 |       |               |           |
| 15.  | Garbiñe Muguruza (2) | 10      | German Open, Berlino        | Erba            | 1T    | 7–6(8), 6–4   | 59        |